# Schamspalte
Die Schamspalte (Rima vulvae oder Rima pudendi) ist bei der Frau die Furche zwischen den beiden äußeren Schamlippen. Sie ist ein Teil der Vulva am Grund des Venushügels. 
Die zahlreichen Darstellungen von Schamspalten ohne hervorstehende kleine Schamlippen und Klitorisvorhaut in Kunst und Pornographie erhöhten die Verbreitung von Labioplastik zu deren Verkleinerung.